# John Pelu
John Pelu (n. Uagadugú, Burkina Faso, 2 de febrero de 1982) es un futbolista burkinés, nacionalizado sueco. Juega de delantero y actualmente milita en el Ravan Baku de la Liga Premier de Azerbaiyán.

## Clubes
| Club            | País       | Año           |
| --------------- | ---------- | ------------- |
| Helsingborgs IF | Suecia     | 1999 - 2005   |
| Östers IF       | Suecia     | 2005 - 2006   |
| Kongsvinger     | Noruega    | 2006 - 2007   |
| Rosenborg       | Noruega    | 2008-2009     |
| FK Haugesund    | Noruega    | 2009-2010     |
| FK Mughan       | Azerbaiyán | 2010-2011     |
| Ravan Baku      | Azerbaiyán | 2011-presente |